# Dunkeswell Abbey
Dunkeswell Abbey (Dunkeswella) ist eine ehemalige Zisterzienserabtei beim Dorf Dunkeswell und rund 10 km nordnordwestlich von Honiton in Devon in England.

## Geschichte
Das Kloster wurde 1201 von dem königlichen Beamten William Brewer als Tochterkloster von Forde Abbey gestiftet und mit Besitzungen im östlichen Devon ausgestattet. Es gehörte damit der Filiation von Cîteaux an. Der Stifter trat selbst 1224, zwei Jahre vor seinem Tod, in das Kloster ein. Brewers Sohn William Brewer vermehrte die Ausstattung des Klosters. Im Valor Ecclesiasticus wurde das Jahreseinkommen im Jahr 1535 mit 294 Pfund angesetzt. Die Abtei verfiel daher erst in der zweiten Auflösungswelle im Jahr 1539 der Auflösung. Die Klostergüter erhielt Lord Russell. Der größte Teil der Anlage wurde bald abgebrochen. Jedoch war ein Teil der Gebäude der Klausur wohl noch bis in das 19. Jahrhundert bewohnt. 1841 und 1913 fanden Ausgrabungen statt.

## Bauten und Anlage
Die Anlage entsprach im Wesentlichen dem bernhardinischen Plan mit einer kreuzförmigen, im Osten rechteckig geschlossenen Kirche im Norden und der Klausur südlich (rechts) von der Kirche. Erhalten sind ein Teil des Torhauses im Westen sowie ruinöse Bereiche des Westbaus der Klausur. Die 1842 auf Veranlassung der Familie Simcoe erbaute Pfarrkapelle steht im Bereich des Langhauses der Klosterkirche; zu ihrem Bau wurde Material des Klosters verwendet, darunter eine Pflasterung aus dem 13. Jahrhundert.